# دومینگو ماریکه
دومینگو ماریکه (اسپانیایی: Domingo Manrique‎؛ زادهٔ ۲۴ فوریهٔ ۱۹۶۲) قایقران قایق بادبانی اهل اسپانیا بود.